# Marcus Hurley
Marcus Latimer Hurley (New Rochelle, 22 de diciembre de 1883-Nueva York, 28 de marzo de 1941) fue un deportista estadounidense que compitió en ciclismo en la modalidad de pista.
Participó en los Juegos Olímpicos de San Luis 1904, obteniendo cinco medallas, cuatro de oro y una de bronce. Ganó una medalla de oro en el Campeonato Mundial de Ciclismo en Pista de 1904.

## Medallero internacional
| Juegos Olímpicos   | Juegos Olímpicos          | Juegos Olímpicos  | Juegos Olímpicos         |
| Año                | Lugar                     | Medalla           | Competición              |
| ------------------ | ------------------------- | ----------------- | ------------------------ |
| 1904               | San Luis (Estados Unidos) | Medalla de oro    | 1⁄4 de milla             |
| 1904               | San Luis (Estados Unidos) | Medalla de oro    | 1⁄3 de milla             |
| 1904               | San Luis (Estados Unidos) | Medalla de oro    | 1⁄2 de milla             |
| 1904               | San Luis (Estados Unidos) | Medalla de oro    | 1 milla                  |
| 1904               | San Luis (Estados Unidos) | Medalla de bronce | 2 millas                 |
| Campeonato Mundial |                           |                   |                          |
| Año                | Lugar                     | Medalla           | Competición              |
| 1904               | Londres (Reino Unido)     | Medalla de oro    | Velocidad individual (A) |